# Кольонія-Карчми
Кольонія-Карчми (пол. Kolonia Karczmy) — село в Польщі, у гміні Зелюв Белхатовського повіту Лодзинського воєводства.
У 1975-1998 роках село належало до Пйотрковського воєводства.